# Dídac Pestaña Rodríguez
Dídac Pestaña Rodríguez (Gavà, Baix Llobregat, 1958 - Gavà, Baix Llobregat, 26 de juliol de 2021) fou un polític català, alcalde de Gavà entre 1985 i 2005 i diputat al Parlament de Catalunya en la VIII legislatura.
Membre de l'executiva del Partit dels Socialistes de Catalunya-PSOE, fou Secretari Comarcal de la Federació del Baix Llobregat. A les eleccions municipals espanyoles de 1983 fou escollit regidor d'urbanisme de Gavà, i arran de la dimissió de l'alcalde Antonio Rodríguez Aznar el gener de 1985 fou nomenat alcalde de Gavà, càrrec que va revalidar a les eleccions municipals espanyoles de 1987, 1991, 1995, 1999 i 2003, totes elles per majoria absoluta. Durant el seu mandat l'ajuntament va mantenir un pressupost sanejat i forts recursos, gràcies al desenvolupament industrial i urbanístic. En juny de 2005 dimití com a alcalde i fou substituït per Joaquim Balsera i Garcia. Entre 2003 i 2007 fou vicepresident executiu de la Mancomunitat de Municipis de l'Àrea Metropolitana de Barcelona.
L'agost de 2010 va substituir en el seu escó Carme Figueras i Siñol, escollida diputada a les eleccions al Parlament de Catalunya de 2006. En 2011 fou nomenat vicepresident de Transports Metropolitans de Barcelona, càrrec que mantindria fins al 2015, quan es va jubilar.